# Carl R. Chindblom

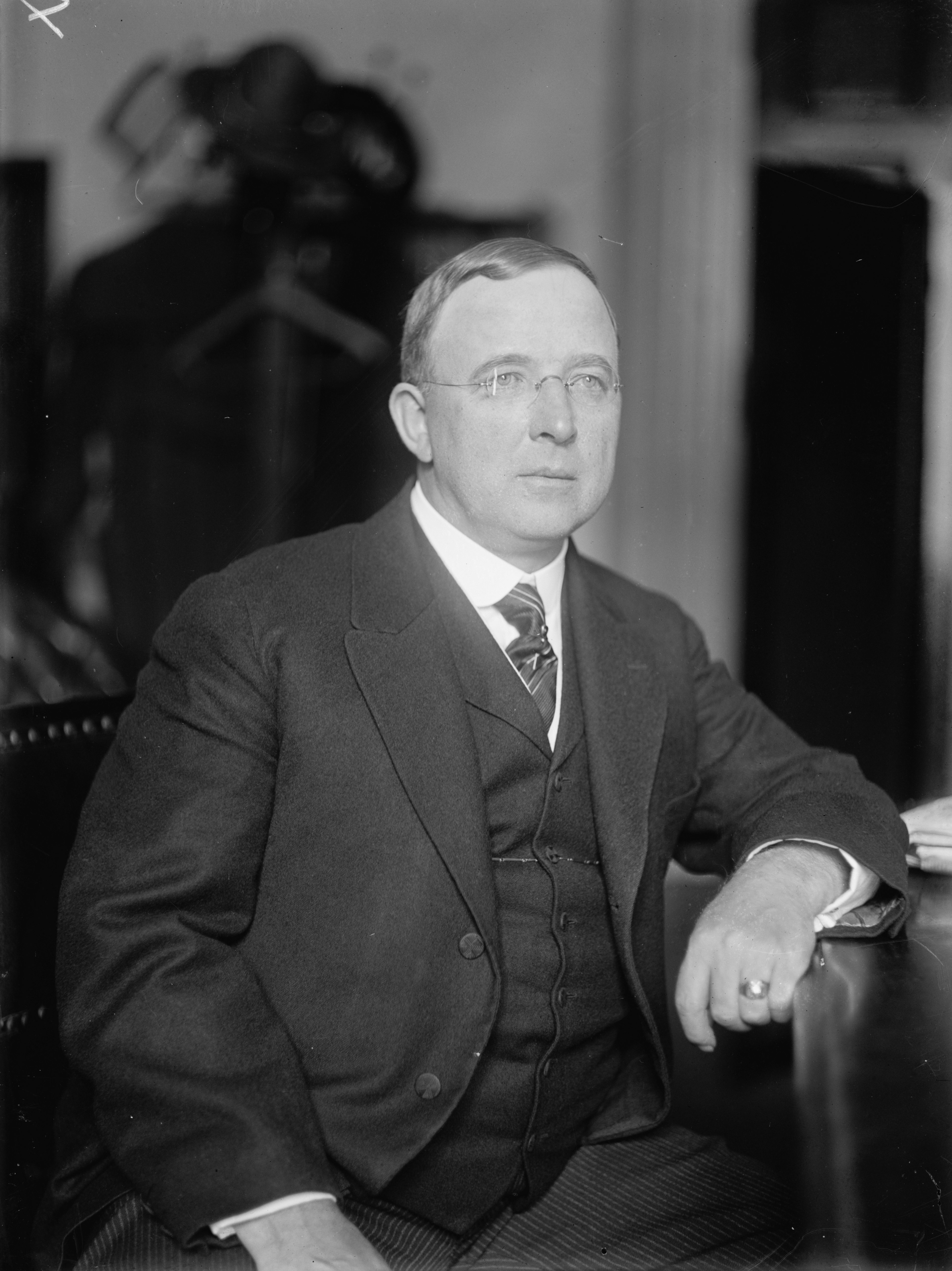
Carl R. Chindblom (1921)

Carl Richard Chindblom (* 21. Dezember 1870 in Chicago, Illinois; † 12. September 1956 ebenda) war ein US-amerikanischer Politiker. Zwischen 1919 und 1933 vertrat er den Bundesstaat Illinois im US-Repräsentantenhaus.

## Werdegang
Carl Chindblom besuchte die öffentlichen Schulen seiner Heimat und das Augustana College in Rock Island. Zwischen 1893 und 1896 war er Lehrer am Martin Luther College in Chicago. Nach einem Jurastudium am Kent College of Law, der späteren Lake Forest University, und seiner im Jahr 1900 erfolgten Zulassung als Rechtsanwalt begann er in Chicago in diesem Beruf zu arbeiten. Gleichzeitig schlug er als Mitglied der Republikanischen Partei eine politische Laufbahn ein. In den Jahren 1904, 1908, 1912 und 1916 nahm er als Delegierter an den regionalen Parteitagen der Republikaner in Illinois teil. Außerdem war er in den Jahren 1905 und 1906 juristischer Vertreter des Gesundheitsausschusses von Illinois. Zwischen 1906 und 1910 saß Chindblom auch im Bezirksrat des Cook County. Dort war er von 1912 bis 1914 auch als Staatsanwalt tätig. Danach übte er zwischen 1916 und 1918 die Funktion des Master in Chancery am dortigen Bezirksgericht aus.
Bei den Kongresswahlen des Jahres 1918 wurde Chindblom im zehnten Wahlbezirk von Illinois in das US-Repräsentantenhaus in Washington, D.C. gewählt, wo er am 4. März 1919 die Nachfolge von George Edmund Foss antrat. Nach sechs Wiederwahlen konnte er bis zum 3. März 1933 sieben Legislaturperioden im Kongress absolvieren. In den Jahren 1919 und 1920 wurden der 18. und der 19. Verfassungszusatz ratifiziert. Dabei ging es um das Verbot des Handels mit alkoholischen Getränken bzw. um die bundesweite Einführung des Frauenwahlrechts. Seit 1929 wurde auch die Arbeit des Kongresses von den Ereignissen der Weltwirtschaftskrise bestimmt.
Im Jahr 1932 wurde Carl Chindblom von seiner Partei nicht mehr zur Wiederwahl nominiert. Nach dem Ende seiner Zeit im US-Repräsentantenhaus praktizierte er wieder als Anwalt. Zwischen 1934 und 1942 war er außerdem im Auftrag der Bundesregierung als Schlichter in Konkursverfahren für den nördlichen Teil von Illinois tätig. Er starb am 12. September 1956 in seiner Heimatstadt Chicago.